# 红楼梦 (2007年越剧电影经典版)

2007年越剧电影《红楼梦》截图

红楼梦，越剧电影，中央电视台旗下的中央新闻纪录电影制片厂等单位于2007年拍摄，导演韦翔东，由郑国凤、王志萍主演。该片片长192分钟，为中国大陆目前最长的一部戏曲电影。该片属于“民族文化精品剧目抢救工程”。

## 概述
本片不仅继承了1962年版越剧电影《红楼梦》原有的内容，并增加了《劝黛》等情节内容。本片采取舞台搭景的方式录制。郑国凤饰演贾宝玉，王志萍饰演林黛玉，金静饰演薛宝钗，谢群英饰演王熙凤，黄依群饰演紫鹃，俞会珍饰演贾母。